# Juha Holopainen
Juha Erik Holopainen (* 4. September 1970 in Nurmes) ist ein ehemaliger finnischer Freestyle-Skier. Er startete in der Buckelpisten-Disziplin Moguls.

## Werdegang
Holopainen trat international erstmals bei den Internationalen Jugendmeisterschaften 1987 in Suomutunturi in Erscheinung und kam dort auf den siebten Platz im Aerials. Im Dezember 1991 startete er in Zermatt erstmals im Weltcup, wobei er den 20. Platz im Moguls errang und nahm bis 1995 an 22 Weltcup teil. Sein bestes Ergebnis dabei erreichte er im Januar 1994 mit dem zehnten Platz in Breckenridge. Bei den Weltmeisterschaften 1993 in Altenmarkt-Zauchensee belegte er den 19. Platz und bei den Weltmeisterschaften 1995 in La Clusaz den 22. Rang im Moguls. Zudem kam er bei den Olympischen Winterspielen 1994 in Lillehammer auf den 20. Platz im Moguls.

## Erfolge

### Olympische Spiele
- 1994 Lillehammer: 20. Platz Moguls

### Weltmeisterschaften
- 1993 Altenmarkt: 19. Platz Moguls
- 1995 La Clusaz: 22. Platz Moguls

### Weltcup-Gesamtplatzierungen
Holopainen nahm an 22 Weltcups teil und erreichte eine Top-Zehn-Platzierung.
| Saison  | Gesamt | Gesamt | Moguls | Moguls |
| Saison  | Punkte | Platz  | Punkte | Platz  |
| ------- | ------ | ------ | ------ | ------ |
| 1991/92 | 1      | 119.   | 6      | 50.    |
| 1993/94 | 24     | 71.    | 196    | 29.    |